# Eudolium crosseanum
Eudolium crosseanum is een slakkensoort uit de familie van de Tonnidae. De wetenschappelijke naam van de soort is voor het eerst geldig gepubliceerd in 1869 door di Monterosato.